# 三七延
三七延（さんしちのべ）は、江戸時代、年貢の納め方のひとつである。

## 概要
年貢米1俵3斗5升に延米2升を加えて、合計3斗7升として公納するものである。
古くは別に延米として米量を決めず、枡に山盛りにして納めさせたが、元和2年から1俵を3斗5升として、これに2升の延米を加えて、3斗7升入にして、御蔵に納めさせた（地方凡例録5）。
ただし上州高崎では「四六延」といって、本途米1石について4斗6升ずつの延米を加えることになっていた（地方落穂集5）。